# OSINT
Az OSINT (Open Source Intelligence) a nyílt forrású hírszerzés nemzetközileg is elfogadott angol nyelvű rövidítése. A globális információs robbanás a 20. század végén, a 21. század elején gyökeresen átformálta a hírszerzés feladatrendszerét, mert a nyílt információk tömegében kell megtalálnia az ellenfél igazi titkait. Ezért a hírszerző központok fontos feladata lett a nyílt információk elemzése és feldolgozása is az érdeklődésükbe tartozó területeken. A nyílt forrású információk valószínűleg soha nem fogják helyettesíteni a titkokat, a minősített információkat, azonban segítséget nyújthatnak az elemzőknek ahhoz, hogy a titkos információgyűjtő tevékenységet arra koncentrálják, ami más módon nem szerezhető meg. Egy magyar definíció szerint az OSINT a nyilvánosan, legális eszközökkel megszerezhető, vagy korlátozott körben terjesztett, de nem minősített adatoknak a hírszerzés szakmai szempontjai alapján történő felkutatását, gyűjtését, szelektálását, elemzését-értékelését és felhasználását jelenti.

## Története
A kémkedés, hírszerzés által megszerzett titkokat értelemszerűen mindig a nyílt forrásokból megszerzett ismeretek keretébe kellett elhelyezni. Ennek lehetőségét és fontosságát illusztrálja az az 1935-ös példa, amikor egy német újságíró 172 oldalas tanulmányt publikált a német hadsereg szervezetéről, a vezérkar és a hadműveleti szintű parancsnokságok vezető állományáról. A Gestapo letartóztatta, de az újságíró bizonyítani tudta, hogy mindent, amit könyvében leírt, a német napi sajtó közleményeiből vett.
A hidegháborús katonai szembenállás időszakában az amerikaiak saját adataik szerint az információk 40%-át szerezték be nyílt forrásokból. Allen Dulles, az amerikai Központi Hírszerző Ügynökség igazgatója viszont egy kongresszusi meghallgatás alkalmával már akkoriban is 80%-ra becsülte a nyílt forrásból származó információik arányát. A 21. század elejére ez a mutató 80-90% közé emelkedett.

## Forrásai
Az OSINT fő forrásait a NATO OSINT kézikönyve a következők szerint határozza meg:
- nyomtatott és elektronikus média;
- internet, beleértve a láthatatlan web információit;
- kereskedelmi (fizetős) online szolgáltatók tanulmányai, adattárai;
- „szürke irodalom”, azaz nem publikált, de nem is minősített, szűk körben hozzáférhető, nyomtatott és digitális dokumentumok, tanulmányok;
- tudományos előadások, konferenciák;
- személyes tapasztalatok;
- kereskedelmi műholdak felvételei. Ezek pontossága a 21. században gyakran megközelíti a katonai műholdak teljesítményét;
- tudományos-kutató szervezetek, egyetemek.

A világ számos távoli, de fontos térségében, Afrikában, Ázsia sok országában gyakran előfordul, hogy alig szerezhetőek be publikált nyílt információk bizonyos helyszínekről és az azokat jellemző körülményekről. Ezeken a területeken a legjobb forrásnak a nemzetközi nem-kormányzati szervek (NGO) (Nemzetközi Vöröskereszt, Orvosok Határok Nélkül, Amnesty International, stb.) alkalmazottai, szakemberei számítanak, továbbá a kereskedők, utazó üzletemberek.
Amennyiben azonban a nyílt információkat a különböző helyszíneken a hírszerzés hivatásos tagjai, hálózati személyei gyűjtik be, akkor az már a HUMINT, azaz az emberi erőforrásokkal folytatott hírszerzés felé közelít.